# TOPtrendy 2014
XII Sopot TOPtrendy Festiwal odbył się w dniach od 30 maja do 1 czerwca 2014 w sopockiej Operze Leśnej. Organizatorem festiwalu była telewizja Polsat, która też transmitowała wydarzenie na swojej antenie. Transmisja na żywo odbyła się również w internecie za pośrednictwem serwisu Ipla.
Pierwszego dnia odbyły się cztery koncerty: Piękna 30-letnia… Jubileusz Urszuli, Koncert TOP, Czy warto było... 20-tka Agnieszki Chylińskiej oraz Królowie sieci. Drugiego dnia natomiast odbyły się dwa koncerty: Największe Przeboje Roku i konkurs Trendy. Trzeciego dnia z kolei odbyła się XI Sopocka Noc Kabaretowa.

## Dzień pierwszy
Prowadzącymi wszystkich koncertów podczas pierwszego dnia festiwalu byli: Paulina Sykut-Jeżyna, Maciej Dowbor i Krzysztof Ibisz.

### Piękna 30-letnia… Jubileusz Urszuli
Festiwal otworzył w piątek koncert „Piękna 30-letnia… Jubileusz Urszuli”, który odbył się z okazji jubileuszu 30-lecia pracy artystycznej polskiej piosenkarki Urszuli. Na scenie wokalistka zaśpiewała swoje przeboje. Podczas koncertu artystka została uhonorowana Bursztynowym Słowikiem za całokształt pracy twórczej oraz statuetką słuchaczy radia RMF FM.

#### Utwory wykonane podczas koncertu
Opracowano na podstawie materiałów źródłowych.
- „Konik na biegunach”
- „Dmuchawce, latawce, wiatr”
- „Malinowy król”
- „Wielki odlot 2”
- „Na Sen”
- „Rysa na szkle”
- „Niebo dla Ciebie”

### Koncert TOP
Pierwszego dnia festiwalu odbył się również Koncert TOP, w którym wystąpiło dziesięciu artystów z największą liczbą sprzedanych płyt, w poprzedzającym roku w Polsce. Pierwsze miejsce zajął Dawid Podsiadło z albumem Comfort and Happiness.

#### Klasyfikacja TOP 10
| Miejsce | Wykonawca          | Album                 |
| ------- | ------------------ | --------------------- |
| 1       | Dawid Podsiadło    | Comfort and Happiness |
| 2       | Enej               | Folkhorod             |
| 3       | Sylwia Grzeszczak  | Komponując siebie     |
| 4       | Edyta Bartosiewicz | Renovatio             |
| 5       | Kult               | Prosto                |
| 6       | LemON              | LemON                 |
| 7       | Paluch             | Lepszego życia diler  |
| 8       | T.Love             | Old Is Gold           |
| 9       | O.S.T.R. i Hades   | Haos                  |
| 10      | Zakopower          | Kolędowo              |

##### Utwory wykonane podczas koncertu
W koncercie nie uczestniczyli O.S.T.R., Hades oraz Paluch. Pozostali wykonali utwory:
- Zakopower – „Boso”
- T.Love – „Lucy Phere”
- LemON – „Napraw”
- Kult – „Prosto”
- Edyta Bartosiewicz – „Rozbitkowie” i „Miłość jak ogień”
- Sylwia Grzeszczak – „Nowy ty, nowa ja” i „Pożyczony”
- Enej – „Symetryczno-liryczna” i „Skrzydlate ręce”
- Dawid Podsiadło – „4:30” i „Trójkąty i kwadraty”

### Czy warto było... 20-tka Agnieszki Chylińskiej
Po zakończonym Koncercie TOP odbył się koncert z okazji jubileuszu 20-lecia pracy artystycznej piosenkarki Agnieszki Chylińskiej, który odbył się pod nazwą „Czy warto było... 20-tka Agnieszki Chylińskiej”. W trakcie koncertu wykonano zarówno utwory z repertuaru zespołów O.N.A. i Chylińska, jak i kompozycje z solowej działalności wokalistki. Na scenie oprócz piosenkarki pojawili się również Grzegorz Skawiński i Waldemar Tkaczyk. Artystka uhonorowana została ponadto Bursztynowym Słowikiem za całokształt pracy artystycznej oraz statuetką słuchaczy radia RMF FM.

#### Utwory wykonane podczas koncertu
Opracowano na podstawie materiałów źródłowych.
- „Drzwi”
- „Kiedy powiem sobie dość”
- „Winna”
- „Nie mogę Cię zapomnieć”
- „Kiedy przyjdziesz do mnie”
- „Wybaczam Ci” (oraz Grzegorz Skawiński i Waldemar Tkaczyk)
- Bis: „Nie mogę Cię zapomnieć”

### Królowie sieci
Na zakończenie pierwszego dnia festiwalu, po raz pierwszy w historii imprezy, odbył się koncert Królowie sieci. Na scenie wystąpiło trzech artystów z największą liczbą sprzedanych singli w postaci cyfrowej, w poprzedzającym roku w Polsce. Cyfrową Piosenką Roku został drugi rok z rzędu singel „Tak blisko” Rafała Brzozowskiego. Klasyfikacja najlepiej sprzedających się singli została stworzona i przedstawiona podczas imprezy przez ZPAV.

#### Cyfrowa Piosenka Roku
| Miejsce | Wykonawca        | Singel                |
| ------- | ---------------- | --------------------- |
| 1       | Rafał Brzozowski | „Tak blisko”          |
| 2       | Ewelina Lisowska | „W stronę słońca”     |
| 3       | Margaret         | „Thank You Very Much” |

## Dzień drugi

### Największe Przeboje Roku
W sobotę 31 maja odbył się koncert Największe Przeboje Roku. Na scenie wystąpiło trzynastu wykonawców, którzy wykonali piosenki najczęściej odtwarzane przez stacje radiowe w ostatnim roku. Zwycięski utwór wybierali widzowie w głosowaniu sms-owym, którym ostatecznie została piosenka „Księżniczka” Sylwii Grzeszczak. Nagrodę specjalną od słuchaczy radia RMF Maxxx otrzymała natomiast kompozycja „My Słowianie” Donatana i Cleo. Koncert poprowadzili: Paulina Sykut-Jeżyna i Maciej Rock, a gościem specjalnym był zwycięzca ubiegłorocznego koncertu – zespół Enej, który wykonał utwór „Tak smakuje życie”.

#### Uczestnicy
| L.p. | Wykonawca           | Utwór                      |
| ---- | ------------------- | -------------------------- |
| 1    | Piersi              | „Bałkanica”                |
| 2    | Donatan i Cleo      | „My Słowianie”             |
| 3    | Red Lips            | „To co nam było”           |
| 4    | Bracia              | „Wierzę w lepszy świat”    |
| 5    | Rafał Brzozowski    | „Magiczne słowa”           |
| 6    | Margaret            | „Wasted”                   |
| 7    | Poparzeni Kawą Trzy | „Byłaś dla mnie wszystkim” |
| 8    | LemON               | „Wkręceni – Nie ufaj mi”   |
| 9    | Marta Podulka       | „Nieodkryty ląd”           |
| 10   | Mesajah             | „Szukając szczęścia”       |
| 11   | Patrycja Markowska  | „Dzień za dniem”           |
| 12   | Loka                | „D.N.A.”                   |
| 13   | Sylwia Grzeszczak   | „Księżniczka”              |

### Konkurs Trendy
Drugiego dnia festiwalu odbył się również Konkurs Trendy, w którym dziewięcioro debiutujących wykonawców rywalizowało o tytuł „Artysty Trendy” i kampanię promocyjną w telewizji Polsat. Uczestników do rywalizacji wytypowali wcześniej dziennikarze muzyczni i telewizja Polsat. Zwycięzcą został zespół Future Folk, którego wybrali widzowie w głosowaniu sms-owym. Nagrodzeni zostali również: Sorry Boys (Nagroda dziennikarzy) oraz BE.MY (Nagroda jury, gwarantująca kampanię promocyjną na antenie radia RMF FM o wartości 100 tysięcy złotych). Koncert poprowadzili: Agnieszka Popielewicz i Maciej Dowbor oraz Karol Golonka, Jarosław Sadza, Marcin Szczurkiewicz i Michał Tercz z kabaretu Skeczów Męczących. Gościem specjalnym był zwycięzca ubiegłorocznego Koncertu Trendy – Sebastian Riedel z zespołem Cree.

#### Uczestnicy
| L.p. | Wykonawca                   | Utwór                   |
| ---- | --------------------------- | ----------------------- |
| 1    | Patryk Kumór                | „Szczęście”             |
| 2    | Najlepszy Przekaz w Mieście | „Zawsze do celu”        |
| 3    | Future Folk                 | „Malinowa dziewczyno”   |
| 4    | BE.MY                       | „Angel’s Romance”       |
| 5    | Marcelina                   | „Łap mnie”              |
| 6    | Sorry Boys                  | „Evolution (St Teresa)” |
| 7    | Aleksander Klepacz          | „Tu i tam”              |
| 8    | Miąższ                      | „Nie lubię”             |
| 9    | Klara                       | „Enchanted”             |

## Dzień trzeci

### XI Sopocka Noc Kabaretowa
W niedzielę 1 czerwca podczas trzeciego dnia festiwalu odbyła się XI Sopocka Noc Kabaretowa, w której wystąpili najpopularniejsi polscy satyrycy i kabarety. Gospodarzem wieczoru był Piotr Bałtroczyk. Na scenie wystąpili: Ani Mru-Mru, Marcin Daniec, Cezary Pazura, Kabaret Smile, Piotr Bałtroczyk, Kabaret pod Wyrwigroszem, Andrzej Grabowski, Ireneusz Krosny, Zbigniew Wodecki, Jerzy Kryszak, Kabaret Młodych Panów, Bilguun Ariunbaatar, Kabaret Czesuaf, Kabaret Słuchajcie, Kabaret Ciach, Kabaret 44-200, Kabaret z Konopi, Life Club Band, Krzysztof Włodarczyk, Dariusz Michalczewski, Anna Głogowska, Rafał Maserak i Agnieszka Włodarczyk.